# Bronisław Maj
Bronisław Maj (sinh ngày 19 tháng 11 năm 1953) là một nhà thơ, nhà tiểu luận, dịch giả và học giả người Ba Lan.

## Tiểu sử
Bronisław Maj theo học tại Trường Trung học Jan Kasprowicz ở Łódź. Sau đó, ông tốt nghiệp chuyên ngành Ngữ văn Ba Lan và lấy bằng tiến sĩ khoa học nhân văn tại Đại học Jagiellonian ở Kraków.
Bronisław Maj đăng bài thơ đầu tay vào năm 1970 và xuất bản sách thơ đầu tay vào năm 1980. Ông được nhận Giải thưởng Kościelski cho tập thơ Wspólne powietrze (The Common Air) vào năm 1984. Dù hạn chế viết thơ về vấn đề tôn giáo cổ điển, trong các bài thơ, Bronisław Maj thường tập trung vào các chủ đề siêu hình.
Bronisław Maj cũng là một nghệ sĩ sân khấu. Ông đã tạo ra và biểu diễn nhiều lần nhân vật mang tên Pani Lola (Bà Lola). Ông còn viết lời cho một số bài hát của Grzegorz Turnau.
Trong những năm gần đây, Bronisław Maj sinh sống và làm việc ở Kraków. Ông công tác với vai trò giảng viên tại Đại học Jagiellonian.

## Tác phẩm tiêu biểu

### Thơ
- Wiersze (Poems, 1980)
- Taka wolność. Wiersze z lat 1971–1975 (Such Freedom. Poems from the years 1971–1975, 1981)
- Wspólne powietrze (The Common Air, Wydawnictwo Literackie, 1981) – Giải thưởng Kościelski năm 1984
- Album rodzinny (The Family Album, Oficyna Literacka, 1986)
- Zagłada Świętego Miasta (The Destruction of the Holy City, London, 1986)
- Zmęczenie (The Fatigue, Znak, 1986)
- Światło (The Light, Znak, 1994)
- Elegie, treny, sny (Elegies, laments, dreams, Znak, 2003)